# Tunnel Kirchdorf
Der Tunnel Kirchdorf ist ein zweiröhriger Autobahntunnel der Brucker Schnellstraße (S35) und wurde gemeinsam mit dem Tunnel Kaltenbach im Zuge des Lückenschlusses Nord am 29. Mai 2010 für den Verkehr freigegeben. Er umfährt die Orte Kirchdorf und Pernegg im Westen und entlastet diese vom starken Durchzugverkehr zwischen Bruck an der Mur und Graz. Er ist mit einer technischen Neuheit, dem Akustischen Tunnel-Monitoring ausgestattet. Im Tunnel wurden ca. alle 100 Meter Mikrofone installiert, die ungewöhnliche Geräusche (Unfallgeräusche, Hupen usw.) an einen Computer der Tunnelwarte übertragen, der dann in wenigen Sekundenbruchteilen die Autofahrer per LED-Verkehrsbeeinflussungsanlage vor Gefahren warnt (Unfälle, Stau oder Tunnelbrand), oder den Tunnel komplett sperrt. An den Portalen ist wie bei den Tunneln Kaltenbach und Mixnitz eine blaue Glasüberdachung installiert.

## Bauverzögerung
Der Bau des Tunnels war aufgrund von Serpentinitvorkommen (asbesthaltiges Gestein) äußerst schwierig. Auf Grund der Sicherheitsbestimmungen wegen der Gesundheitsgefahren für die Arbeiter verzögerte sich die Bauzeit um ein Jahr.
- Karte mit allen Koordinaten:
- OSM |
- WikiMap